# Liste der Biografien/Ky
Liste der Biografien |
Portal Biografien |
Personensuche
# |
A |
B |
C |
D |
E |
F |
G |
H |
I |
J |
K |
L |
M |
N |
O |
P |
Q |
R |
S |
T |
U |
V |
W |
X |
Y |
Z |
?
 
Ka |
Kb |
Kc |
Kd |
Ke |
Kf |
Kg |
Kh |
Ki |
Kj |
Kl |
Km |
Kn |
Ko |
Kp |
Kr |
Ks |
Kt |
Ku |
Kv |
Kw |
Ky |
Kx |
Kz
Die Liste der Biografien führt alle Personen auf, die in der deutschsprachigen Wikipedia einen Artikel haben. Dieses ist eine Teilliste mit 318 Einträgen von Personen, deren Namen mit den Buchstaben „Ky“ beginnt.

## Ky
- Ky, Patrick (* 1967), amtierender Exekutivdirektor der European Aviation Safety Agency (EASA)
- Ky, Prosper Bonaventure (* 1965), burkinischer Geistlicher, römisch-katholischer Bischof von Dédougou
- KY-Maler, griechischer Vasenmaler

### Kya
- Kyagulanyi, Barbie (* 1985), ugandische Aktivistin und Autorin
- Kyalisima, Ruth (* 1955), ugandische Leichtathletin
- Kyambadde, Amelia (* 1955), ugandische Politikerin
- Kyan, John Howard (1774–1850), irischer Erfinder
- Kyando, Eusebio Samwel (* 1964), tansanischer Geistlicher, römisch-katholischer Bischof von Njombe
- Kyank, Helmut (1916–1992), deutscher Gynäkologe
- Kyanzittha, König von Bagan (1084–1113)
- Kyao, Rão (* 1947), portugiesischer Musiker
- Kyari, Abba (1952–2020), nigerianischer Jurist, Stabschef des Präsidenten
- Kyaruzi, Damian (* 1940), tansanischer Geistlicher, emeritierter römisch-katholischer Bischof von Sumbawanga
- Kyau, Ralph, deutscher Trance-DJ und Musikproduzent
- Kyaw Hla Aung (1940–2021), myanmarischer Rechtsanwalt und Bürgerrechtler; Mitglied der Rohingya-Minderheit
- Kyaw Ko Ko (* 1992), myanmarischer Fußballspieler
- Kyaw Myo Min, myanmarischer Journalist
- Kyaw Zayar Win (* 1991), myanmarischer Fußballspieler
- Kyaw Zin Htet (* 1990), myanmarischer Fußballspieler
- Kyaw Zin Lwin (* 1993), myanmarischer Fußballspieler
- Kyaw Zin Phyo (* 1994), myanmarischer Fußballspieler
- Kyaw Zin Soe, myanmarischer Fußballspieler
- Kyaw Zwar Minn (* 1958), myanmarischer Diplomat
- Kyaw, Dietrich von (* 1934), deutscher Ministerialbeamter und Botschafter
- Kyaw, Friedrich Wilhelm von (1654–1733), brandenburgischer und sächsischer Generalleutnant, Kommandant der Festung Königstein und Satiriker
- Kyaw, Friedrich Wilhelm von (1708–1759), preußischer Generalleutnant
- Kyaw, Heinrich Rudolph von (1809–1885), deutscher Jurist, Schriftsteller und Familienchronist
- Kyaw, Joachim Bernhard von († 1731), kursächsischer Generalmajor, Herr auf Lohsa, Laske und Mortka
- Kyaxares I. († 675 v. Chr.), medischer König
- Kyaxares II. († 584 v. Chr.), medischer Regent

### Kyb
- Kybaltschytsch, Nadija (1857–1918), ukrainische Schriftstellerin
- Kybaltschytsch-Koslowska, Nadija (1878–1914), ukrainische Schriftstellerin und Übersetzerin
- Kyber, August Erich (1794–1855), deutsch-baltischer Arzt
- Kyber, Manfred (1880–1933), deutscher Schriftsteller, Theaterkritiker, Dramatiker, Lyriker und ÜbersetzerManfred Kyber (1880–1933)

Manfred Kyber (1880–1933)

- Kyburg, Luis Esteban (1948–2023), argentinischer Militär
- Kyburg, Ulrich von († 1237), Bischof von Chur
- Kyburz, Abraham (1700–1765), Schweizer evangelischer Geistlicher, der dem Pietismus nahestand
- Kyburz, Ernst (1898–1983), Schweizer Schwinger und Ringer
- Kyburz, Hanspeter (* 1960), Schweizer Komponist zeitgenössischer Musik
- Kyburz, Jules (* 1932), Schweizer Manager
- Kyburz, Matthias (* 1990), Schweizer Orientierungsläufer
- Kyburz, Rosemary (* 1944), australische Politikerin
- Kyburz-Graber, Regula (* 1950), Schweizer Biologin

### Kyc
- Kychenthal, Otto (1777–1841), deutscher Apotheker, Unternehmer und Steuereinnehmer
- Kyckpusch, Ludwig Ernst Christian von (1774–1827), preußischer Generalmajor und Kommandant der Festung Silberberg

### Kyd
- Kyd, Gerald (* 1973), schottischer Schauspieler
- Kyd, Jerry (* 1967), britischer Offizier der Royal Navy
- Kyd, Jesper (* 1972), dänischer KomponistJesper Kyd (* 1972)

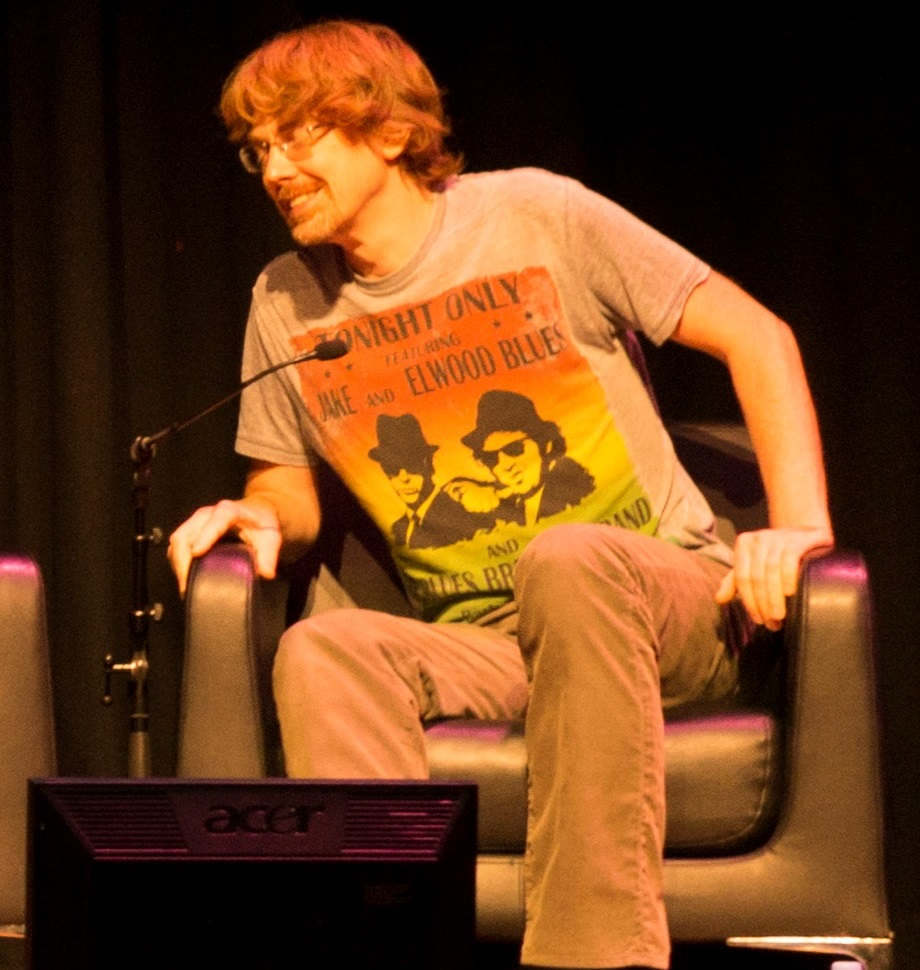
Jesper Kyd (* 1972)

- Kyd, Thomas, englischer elisabethanischer Dramatiker
- Kydland, Finn E. (* 1943), norwegischer Ökonom
- Kydt, Johann Heinrich (1634–1691), Schweizer römisch-katholischer Geistlicher und Autor
- Kydykejewa, Baken (1923–1993), kirgisisch-sowjetische Theater- und Filmschauspielerin

### Kye
- Kye Sun-hui (* 1979), nordkoreanische Judoka
- Kye, Yong-muk (1904–1961), südkoreanischer Schriftsteller
- Kyed, Hans Peter Motzfeldt (* 1975), grönländischer Handballspieler
- Kyei, Grejohn (* 1995), französisch-ghanaischer Fußballspieler
- Kyei, Linda (* 1987), deutsche Musikerin
- Kyemba, Henry (1939–2023), ugandischer Politiker
- Kyenge, Cécile (* 1964), italienische Politikerin, MdEP und Augenärztin
- Kyeong, Joseph Kap-ryong (1930–2020), südkoreanischer Geistlicher, römisch-katholischer Bischof von Daejeon
- Kyer, Julian (* 1988), US-amerikanischer Radrennfahrer
- Kyer, Sean Michael (* 2001), kanadischer Schauspieler
- Kyere, Bernard (* 1995), deutsch-ghanaischer Fußballspieler
- Kyere, Nana Yaa (* 1991), deutsche Comic-/Mangazeichnerin
- Kyereh, Daniel-Kofi (* 1996), ghanaisch-deutscher Fußballspieler
- Kyereh, Frederick (* 1993), deutscher Fußballspieler
- Kyeremanteng, Alan (* 1955), ghanaischer Politiker und Diplomat
- Kyeremateng, Gabriel (* 1999), deutsch-ghanaischer Fußballspieler
- Kyerewaa, Daniel (* 2001), deutsch-ghanaischer Fußballspieler
- Kyes, Nancy (* 1949), US-amerikanische Schauspielerin
- Kyeser, Konrad (* 1366), deutscher spätmittelalterlicher Büchsenmeister und Fachschriftsteller

### Kyg
- Kygo (* 1991), norwegischer DJ und MusikproduzentKygo (* 1991)

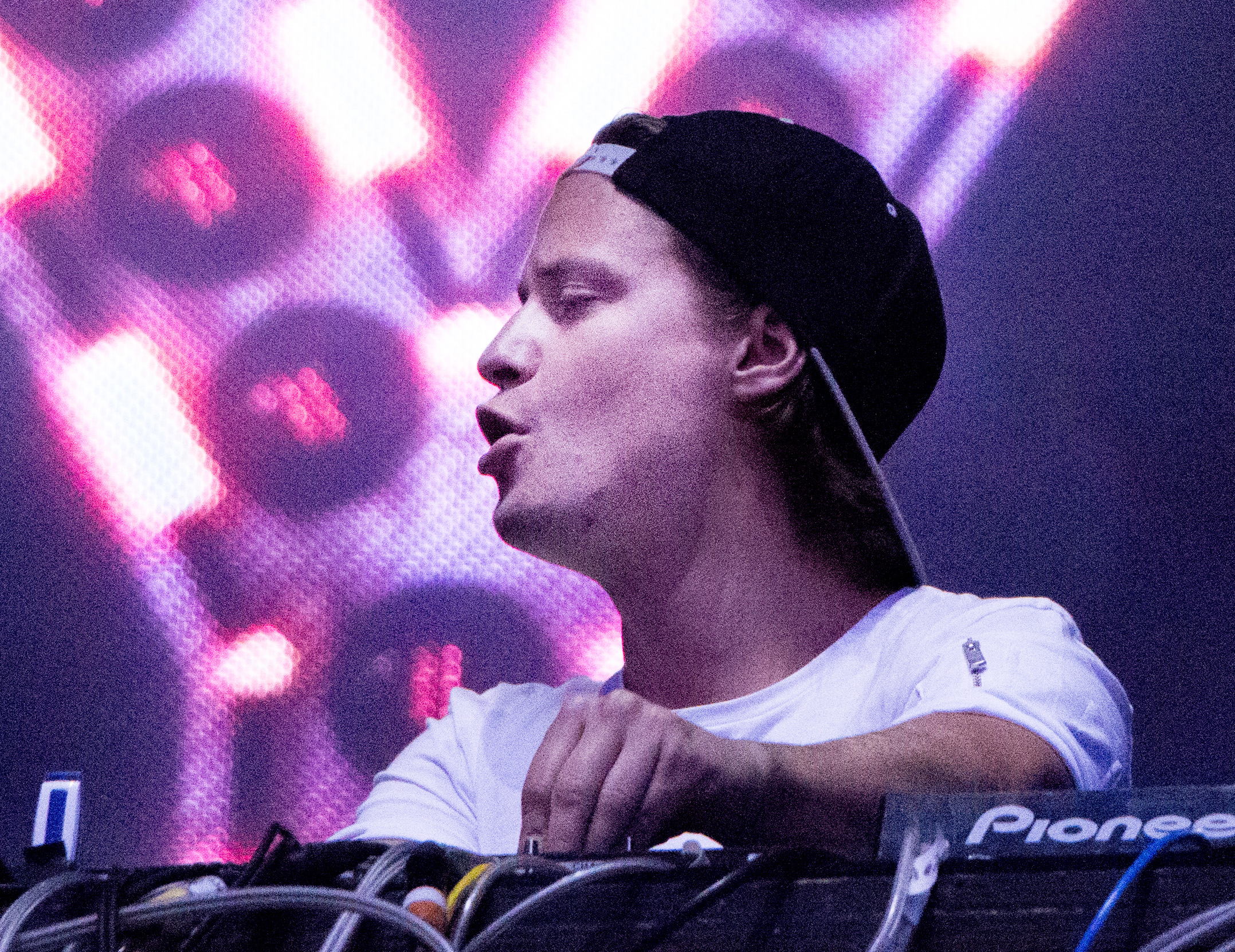
Kygo (* 1991)

### Kyh
- Kyhn, Grethe (1920–2015), dänische Schauspielerin
- Kyhn, Vilhelm (1819–1903), dänischer Landschaftsmaler
- Kýhos, Vladimír (* 1956), tschechischer Eishockeyspieler und -trainer

### Kyi
- Kyi Lin (* 1992), myanmarischer Fußballspieler
- Kyi, Aung San Suu (* 1945), birmanische PolitikerinAung San Suu Kyi (* 1945)

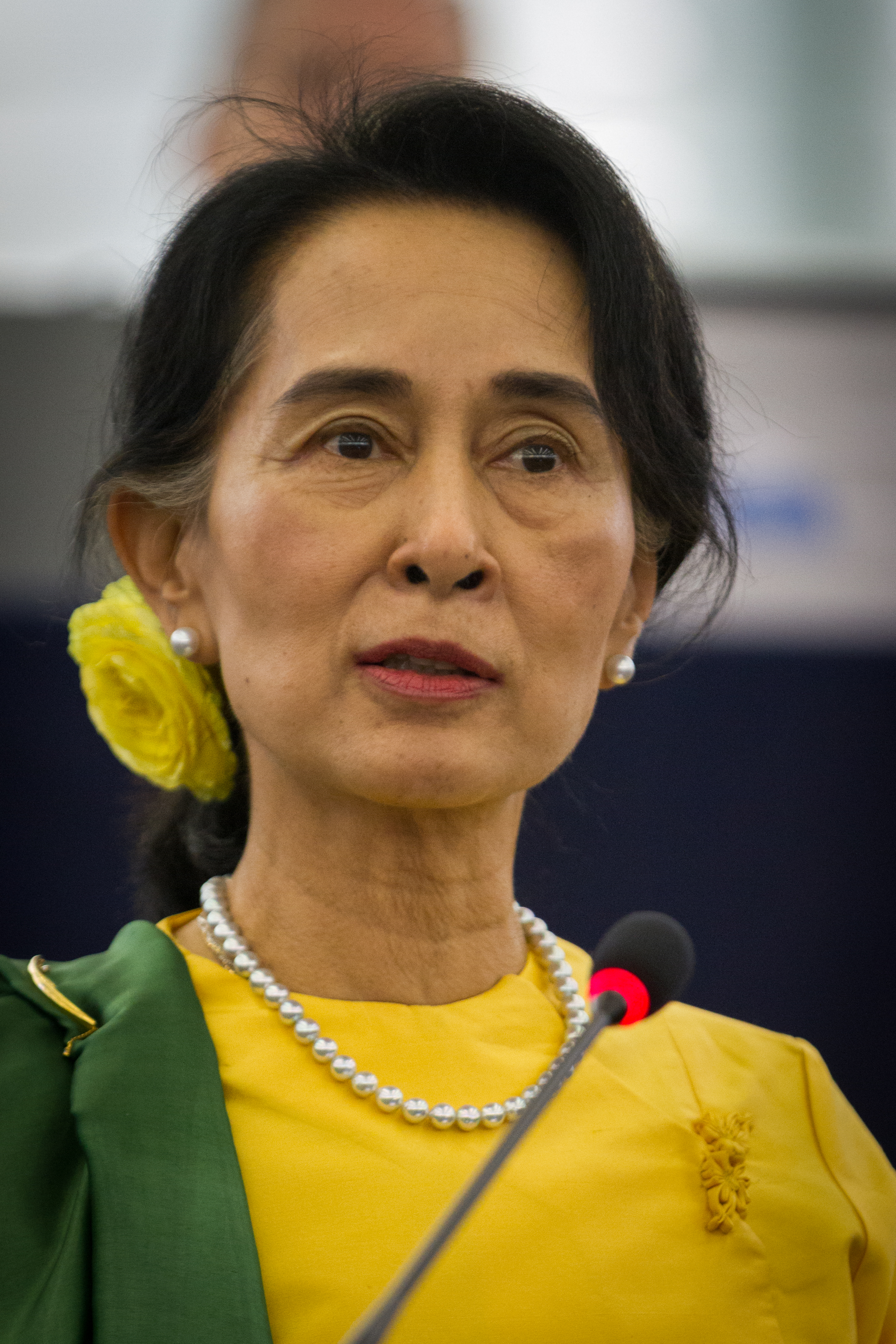
Aung San Suu Kyi (* 1945)

- Kyi, Khin (1912–1988), birmanische Politikerin
- Kyianytsia, Vitaliy (* 1991), ukrainischer Pianist und Komponist (Neue Musik, Jazz)

### Kyj
- Kyjak, Taras (1944–2018), ukrainischer Sprachwissenschaftler und Politiker

### Kyk
- Kykkänen, Julia (* 1994), finnische Skispringerin

### Kyl
- Kyl, John Henry (1919–2002), US-amerikanischer Politiker
- Kyl, Jon (* 1942), US-amerikanischer Politiker der Republikanischen Partei
- Kyla (* 1983), britische Sängerin
- Kylau, Thomas (1932–2020), deutscher Schauspieler und Hörspielsprecher
- Kylberg, Thea (* 2004), schwedische Handballspielerin
- Kylburg, Genoveva (* 1981), deutsche Kostümbildnerin
- Kyle (* 1993), US-amerikanischer Rapper
- Kyle Alessandro (* 2006), norwegischer Sänger
- Kyle, Aaron (* 1954), US-amerikanischer American-Football-Spieler
- Kyle, Alexandra (* 1988), US-amerikanische Schauspielerin
- Kyle, Benjaman (* 1948), Pseudonym
- Kyle, Bill (1946–2016), schottischer Jazzmusiker, Promoter und Clubbesitzer
- Kyle, Billy (1914–1966), US-amerikanischer Jazz-Pianist des Swing
- Kyle, Chris (1974–2013), US-amerikanischer ScharfschützeChris Kyle (1974–2013)

Chris Kyle (1974–2013)

- Kyle, Christopher, US-amerikanischer Drehbuchautor
- Kyle, David A. (1919–2016), US-amerikanischer Science-Fiction-Autor, -Verleger und -Illustrator
- Kyle, Doug (1932–2023), kanadischer Langstreckenläufer
- Kyle, Frances (1894–1958), irische Rechtsanwältin
- Kyle, Jack (1926–2014), irischer Rugbyspieler
- Kyle, James H. (1854–1901), US-amerikanischer Politiker
- Kyle, Jeremy (* 1965), britischer Fernsehmoderator
- Kyle, John Curtis (1851–1913), US-amerikanischer Politiker
- Kyle, Joseph († 1863), US-amerikanischer Porträt-, Genre- und Panoramenmaler
- Kyle, Kaylyn (* 1988), kanadische Fußballspielerin
- Kyle, Kevin (* 1981), schottischer Fußballspieler
- Kyle, Kit (* 1965), US-amerikanischer Radrennfahrer
- Kyle, Maeve (1928–2025), irisch-britische Sprinterin und Mittelstreckenläuferin
- Kyle, Mark A., US-amerikanischer Offizier, Generalmajor der US Air Force
- Kyle, Marquard von dem († 1428), Ratsherr der Hansestadt Lübeck
- Kyle, Mollie (1886–1937), Indianerin des Osage-StammesMollie Kyle (1886–1937)

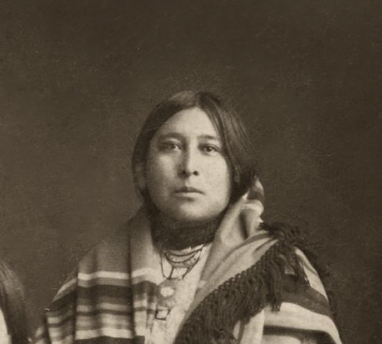
Mollie Kyle (1886–1937)

- Kyle, Peter (* 1970), britischer Politiker
- Kyle, Thomas (1858–1932), englischer Fußballschiedsrichter
- Kyle, Thomas B. (1856–1915), US-amerikanischer Politiker
- Kyle, Wallace (1910–1988), australischer Offizier der Royal Air Force
- Kylee (* 1994), japanisch-US-amerikanische Sängerin
- Kylián, Jiří (* 1947), tschechischer Balletttänzer und Choreograph
- Kylin, Johan Harald (1879–1949), schwedischer Botaniker
- Kylington, Oliver (* 1997), schwedischer Eishockeyspieler
- Kyll, Franz Ulrich (1795–1868), deutscher Politiker
- Kyll, Nikolaus (1904–1973), deutscher Volkskundler und Priester
- Kyllenios-Maler, attischer Vasenmaler des schwarzfigurigen Stils
- Kyllingmark, Håkon (1915–2003), norwegischer Politiker (Høyre), Mitglied des Storting
- Kyllmann, Gottlieb (1803–1878), Gutsbesitzer, Kreisdeputierter und preußischer Landrat
- Kyllmann, Walter (1837–1913), deutscher Architekt
- Kyllönen, Anne (* 1987), finnische Skilangläuferin
- Kyllönen, Jens (* 1989), finnischer Pokerspieler
- Kyllönen, Kerli, finnische Schauspielerin
- Kyllönen, Markku (* 1962), finnischer Eishockeyspieler
- Kyllönen, Merja (* 1977), finnische Politikerin (Linksbündnis), Mitglied des Reichstags, MdEP
- Kylmäaho, Katja (* 1994), finnische Volleyball-Nationalspielerin
- Kylmäaho, Kimmo (* 1962), finnischer Skispringer
- Kylmäkorpi, Joonas (* 1980), finnischer Langbahn- und Speedwayfahrer
- Kylon, griechischer Politiker
- Kylstra, Andries Dirk (1920–2009), niederländischer Altgermanist und Finnougrist
- Kylypko, Maryna (* 1995), ukrainische Stabhochspringerin

### Kym
- Kym, Hedwig (1860–1949), Schweizer Lyrikerin und Frauenrechtlerin
- Kym, Ivan (* 1971), Schweizer Tambour, Komponist und Unterhaltungskünstler
- Kym, Jérôme (* 2003), Schweizer TennisspielerJérôme Kym (* 2003)

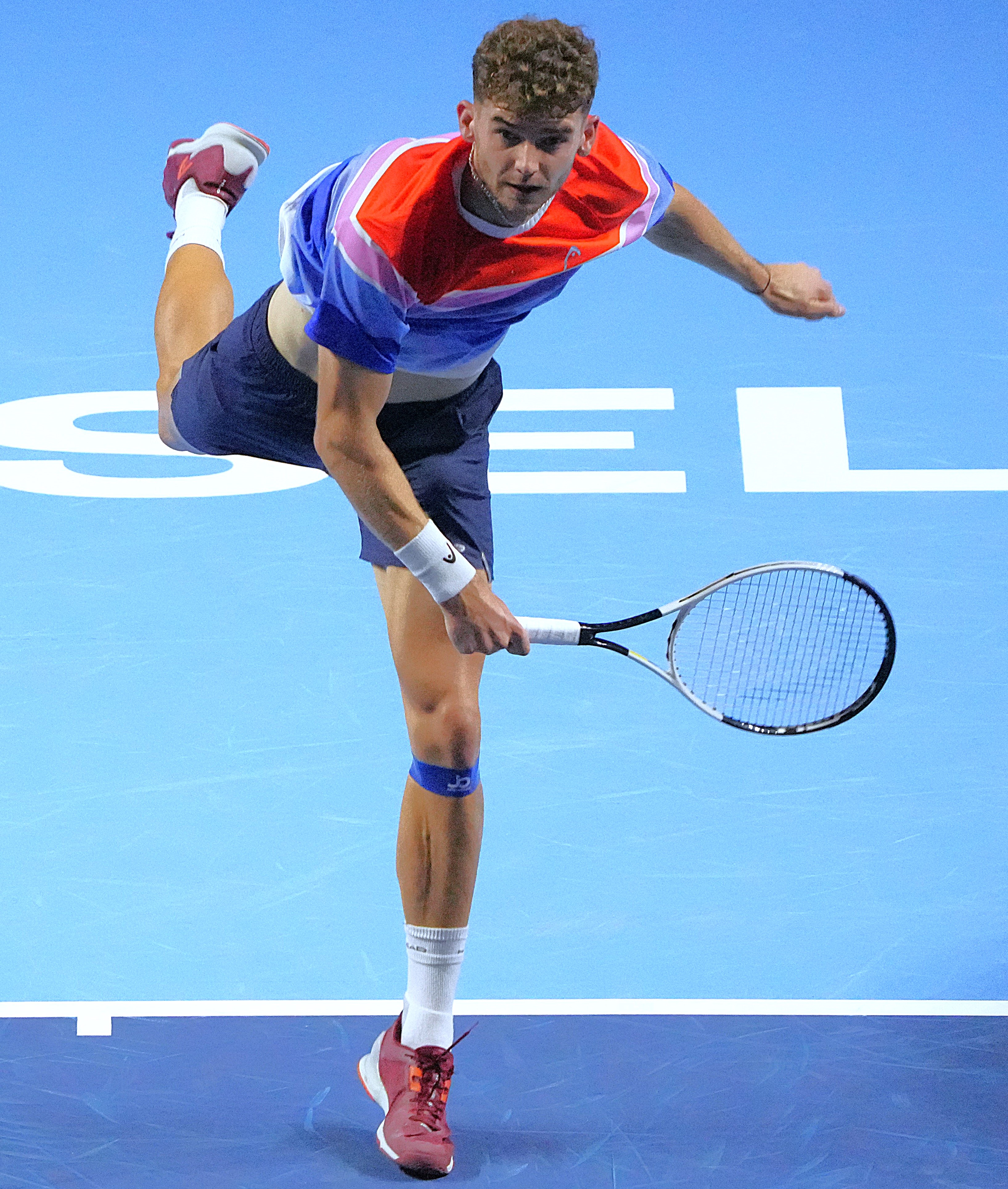
Jérôme Kym (* 2003)

- Kym, Johann Urban (1805–1889), Schweizer Politiker
- Kymaeus, Johannes (1498–1552), reformierter Theologe und Reformator
- Kyme, Nicholas (* 1981), bermudischer Squashspieler
- Kyme, Philip, 1. Baron Kyme, englischer Adliger
- Kyme, William, 2. Baron Kyme, englischer Adliger
- Kyminitis, Sevastos († 1702), pontusgriechischer Gelehrter
- Kymli, Franz Peter (* 1748), deutscher Maler
- Kymlička, Milan (1936–2008), kanadischer Komponist und Arrangeur
- Kymlicka, Will (* 1962), kanadischer Politikwissenschaftler
- Kymmel, Nicolai (1816–1905), baltischer Buchhändler und Verleger
- Kymontas, Juozas, litauischer Fußballspieler
- Kympat, Vincent (1946–2011), indischer Geistlicher, Bischof von Jowai
- Kymytwal, Antonina Alexandrowna (1938–2015), sowjetische bzw. russische Dichterin und Übersetzerin

### Kyn
- Kynaigeiros († 490 v. Chr.), griechischer Held von Athen und Bruder des Tragödiendichters Aischylos
- Kynaithos von Chios, griechischer Rhapsode und Autor
- Kynane († 322 v. Chr.), Halbschwester Alexanders des Großen
- Kynard, Ben (1920–2012), US-amerikanischer Jazzmusiker
- Kynard, Charles (1933–1979), US-amerikanischer Musiker und Organist
- Kynard, Erik (* 1991), US-amerikanischer Hochspringer
- Kynast, Ann (* 2001), deutsche Handballspielerin
- Kynast, Helene (* 1942), deutsche Kinder- und Jugendbuchautorin
- Kynast, Johann Heinrich († 1792), deutscher Kirchenmaler
- Kynast, Mertin, Dresdner Ratsherr und Bürgermeister
- Kynast, Otto (1892–1963), deutscher Unternehmer und Fahrradfabrikant
- Kynast, Sibylle (* 1945), deutsche Sängerin und Gitarristin
- Kynaston, David (* 1951), britischer Historiker
- Kynaston, Edward († 1706), englischer Schauspieler
- Kynaston, Francis (1587–1642), englischer Dichter und Höfling
- Kynaston, Nicolas (1941–2025), britischer Organist
- Kyncl, Jiří (1962–2022), tschechoslowakischer Eisschnellläufer
- Kynde Nielsen, Klaus (* 1966), dänischer Radrennfahrer
- Kyndel, Otto (1904–1983), schwedischer Violinist und Musikpädagoge
- Kyne, Seán (* 1975), irischer Politiker, Abgeordneter im irischen Parlament
- Kyne, Thomas (1905–1981), irischer Politiker der Irish Labour Party
- Kyniska, spartanische Königstochter und Olympiasiegerin
- Kynoch, John (* 1933), britischer Sportschütze
- Kynos, Jiří (* 1943), tschechoslowakischer Sprinter
- Kynseker, Hieronymus F. (1636–1686), Instrumentenbauer

### Kyo
- Kyō, Machiko (1924–2019), japanische Filmschauspielerin
- Kyōgoku, Tamekane (1254–1332), japanischer Dichter und Politiker
- Kyoguchi, Hiroto (* 1993), japanischer Boxer im Strohgewicht
- Kyōkawa, Mai (* 1993), japanische Fußballspielerin
- Kyokutei, Bakin (1767–1848), japanischer Schriftsteller
- Kyokutenhō, Masaru (* 1974), mongolischer Sumōringer
- Kyolaba, Sarah (1955–2015), ugandische Tänzerin, Model, Friseurin sowie fünfte Ehefrau von Idi Amin und damit First Lady Ugandas (1975–1979)
- Kyomo, Nzaeli (* 1957), tansanische Sprinterin
- Kyomuhendo, Goretti (* 1965), ugandische Schriftstellerin, Kolumnistin und literarische Aktivistin
- Kyon, Torsten (* 1959), deutscher Comic-Zeichner
- Kyora, Sabine (* 1962), deutsche Germanistin
- Kyota, Hersey (* 1953), palauischer Botschafter in den Vereinigten Staaten
- Kyōya, Kazuyuki (* 1971), japanischer Fußballspieler

### Kyp
- Kyparissi, Stamatia (* 2002), griechische Volleyballspielerin
- Kyper, Albert (1614–1655), deutscher Mediziner
- Kypke, Bastian (* 1977), deutscher American-Football-Spieler
- Kypke, Georg David (1724–1779), deutscher Orientalist
- Kypke, Heinrich (1838–1908), deutscher evangelischer Geistlicher in Pommern
- Kypke, Johann David (1692–1758), deutscher Logiker und lutherischer Theologe des Pietismus
- Kypourgos, Nikos (* 1952), griechischer Komponist
- Kypreos, Nick (* 1966), kanadischer Eishockeyspieler und TV-Moderator
- Kyprianou, Andros (* 1955), zypriotischer Politiker
- Kyprianou, Demetris (* 1984), zypriotischer Badmintonspieler
- Kyprianou, Evi (* 1981), zypriotische Badmintonspielerin
- Kyprianoú, Márkos (* 1960), zyprischer Politiker
- Kyprianou, Spyros (1932–2002), griechisch-zypriotischer Politiker, Präsident der Republik Zypern (1977–1988)
- Kyprijan, Iwan (* 1856), ukrainischer Dirigent, Komponist, Musikwissenschaftler, sozialpolitischer Aktivist und Geistlicher
- Kyprijan, Myron (1930–2019), ukrainischer Bühnenbildner, Grafiker, Maler und Restaurator
- Kypselos, Herrscher von Korinth
- Kypselos, Vater des Miltiades des Älteren
- Kypson, Patrick (* 1999), US-amerikanischer Tennisspieler

### Kyr
- Kyr, Oliver (* 1970), deutscher Autor und Regisseur
- Kyr, Paulus († 1588), Mediziner
- Kyr, Robert (* 1952), US-amerikanischer Komponist und Musikpädagoge
- Kyra Frosini (1773–1801), griechische Nationalheldin
- Kyrath, Ekkehard (1909–1962), deutscher Kameramann
- Kyrein, Hans Christoph († 1708), Bürgermeister von Tölz
- Kyrene, griechische Hetäre
- Kyrer, Alfred (1935–2019), österreichischer Wirtschaftswissenschaftler
- Kyrgiakos, Sotirios (* 1979), griechischer Fußballspieler
- Kyrgios, Nick (* 1995), australischer TennisspielerNick Kyrgios (* 1995)

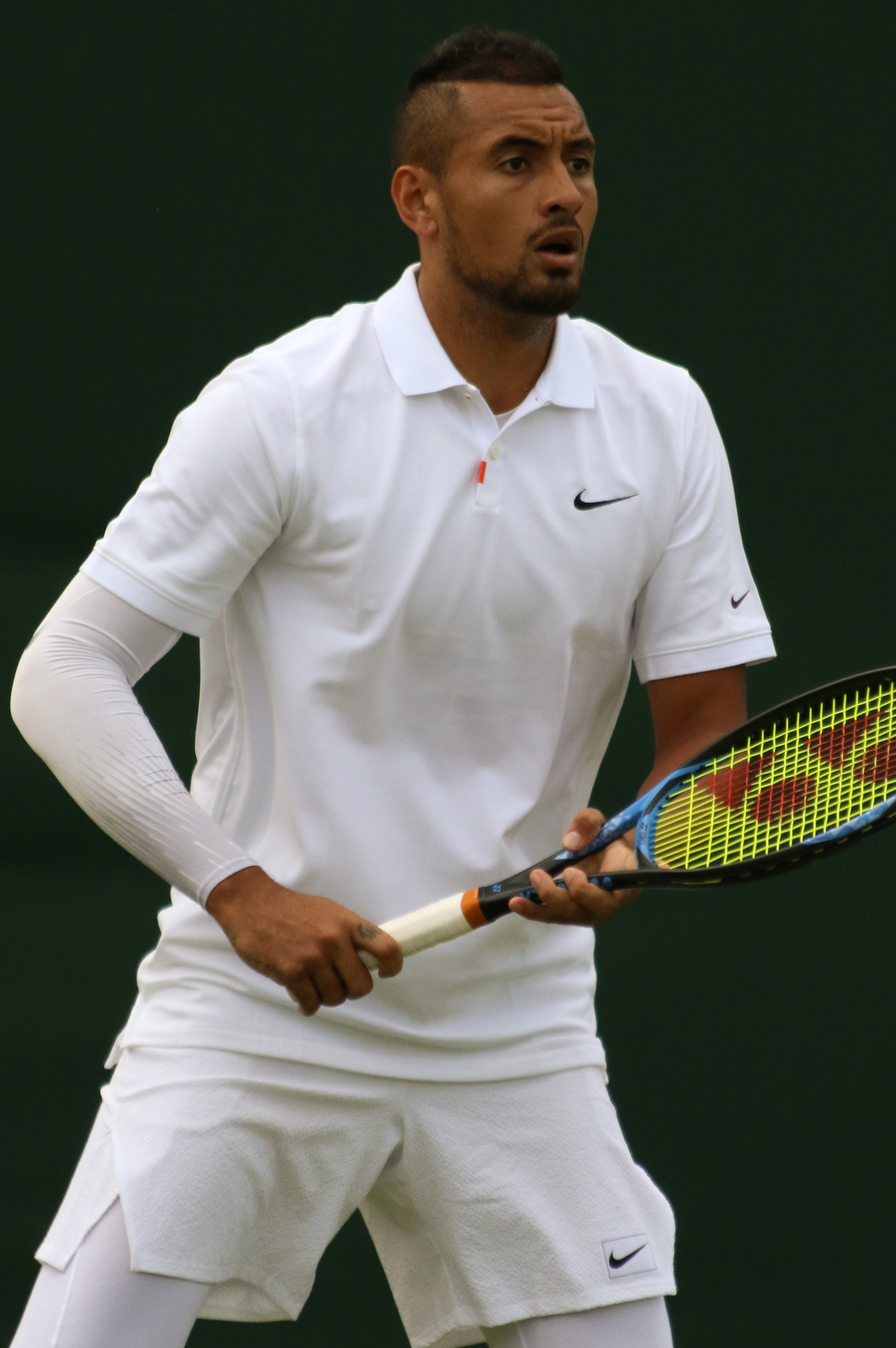
Nick Kyrgios (* 1995)

- Kyriakakis, Giorgos (* 1967), griechischer Komponist
- Kyriakides, Stella (* 1956), zypriotische Politikerin
- Kyriakidis, Janis (* 1938), griechischer Schauspieler
- Kyriakopoulos, Giorgos (* 1996), griechischer Fußballverteidiger
- Kyriakopoulou, Nikoleta (* 1986), griechische Stabhochspringerin
- Kyriakos (449–557), Anachoret
- Kyriakos, Diomidis (1811–1869), griechischer Politiker und Ministerpräsident
- Kyriakos, Konstantinos (1800–1880), rumänischer und griechischer Schauspieler, Schriftsteller und Revolutionär
- Kyriakou, Angela (* 1977), zyprische Fußballschiedsrichterassistentin
- Kyriakou, Chrystalla (* 1996), zyprische Diskuswerferin
- Kyriakou, Maria Elena (* 1984), griechisch-zypriotische Sängerin
- Kyriakou, Minos (1938–2017), griechischer Manager
- Kyriasoglou, Chris (* 1940), griechischer Basketballtrainer
- Kyriazi, Alexia (* 1995), griechische Sportgymnastin
- Kyriazis, Ioannis (* 1996), griechischer Leichtathlet
- Kyriazis, Neoklis (1877–1956), zypriotischer Arzt und Historiker
- Kyridou, Anneta (* 1998), griechische Ruderin
- Kyridou, Maria (* 2001), griechische Ruderin
- Kyrieleis, Helmut (* 1938), deutscher Klassischer Archäologe
- Kyrieleis, Hermann (1863–1924), deutscher Autographen-Fälscher
- Kyrieleis, Werner (1898–1961), deutscher Augenarzt und Hochschullehrer
- Kyrill I., wahrscheinlich Metropolit von Kiew (1050)
- Kyrill I. (* 1946), russischer Geistlicher, Patriarch von Moskau und ganz RusslandKyrill I. (* 1946)

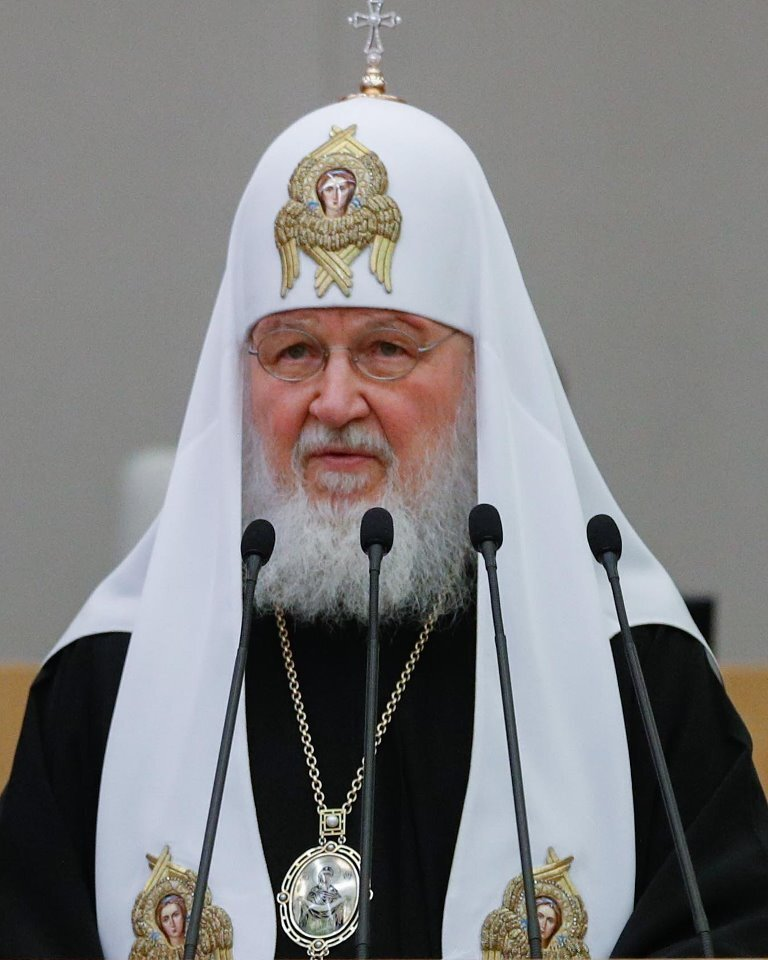
Kyrill I. (* 1946)

- Kyrill von Alexandria († 444), Patriarch von Alexandria, Heiliger, Kirchenvater und Kirchenlehrer
- Kyrill von Bulgarien (1895–1945), bulgarischer Prinzregent
- Kyrill von Jerusalem (313–386), Kirchenvater der Orthodoxie und Kirchenlehrer
- Kyrill von Konstantinopel († 1234), Karmelit
- Kyrill von Saloniki († 869), Missionar im slawischen RaumKyrill von Saloniki († 869)

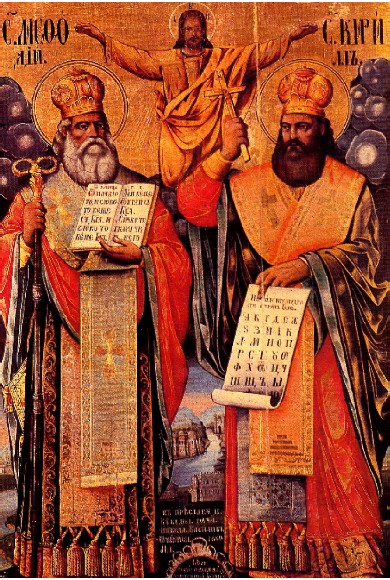
Kyrill von Saloniki († 869)

- Kyrill von Turow, Bischof der Orthodoxen Kirche
- Kyrillonas, syrischer Dichter
- Kyrillos I. († 299), Bischof von Antiochien
- Kyrillos II. (1792–1877), Patriarch der Orthodoxen Kirche von Jerusalem
- Kyrillos VI. Tanas (1680–1760), Unierter Patriarch der Melkitisch Griechisch-katholischen Kirche
- Kyrillos von Skythopolis, palästinensischer Mönch
- Kyrion II. von Georgien (1855–1918), Katholikos-Patriarch von Georgien
- Kyriss, Ernst (1881–1974), deutscher Einbandforscher
- Kyrjuchin, Oleh (* 1975), ukrainischer Boxer
- Kyrkjebø, Sissel (* 1969), norwegische Sängerin (Sopran)
- Kyrklund, Kyra (* 1951), finnische Dressurreiterin und Nationaltrainerin
- Kyrklund, Willy (1921–2009), finnisch-schwedischer Schriftsteller
- Kyrkos, Leonidas (1924–2011), griechischer Politiker, MdEP
- Kyrkos, Miltiadis (* 1959), griechischer Politiker
- Kyrle, Eduard (1854–1922), österreichischer Politiker
- Kyrle, Georg (1887–1937), österreichischer Prähistoriker und Speläologe
- Kyrle, Johannes (1948–2018), österreichischer Diplomat
- Kyrle, Josef (1880–1926), österreichischer Dermatologe
- Kyrle, Martha (1917–2017), österreichische Medizinerin und Philanthropin
- Kyrning, Jacob Nielsen († 1361), Erzbischof von Lund
- Kyrö, Tuomas (* 1974), finnischer Schriftsteller und Comiczeichner
- Kyrönen, Ville (1891–1959), finnischer Langstrecken- und Crossläufer
- Kyropoulos, Spyro, griechisch-deutscher Physiker
- Kyros, Patriarch von Konstantinopel
- Kyros der Jüngere († 401 v. Chr.), persischer Heerführer
- Kyros I., vierter König des altpersischen AchämenidenreichsKyros I.

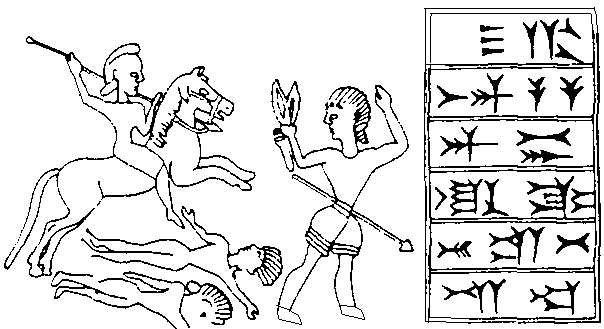
Kyros I.

- Kyros II. († 530 v. Chr.), Begründer des altpersischen Weltreiches
- Kyros von Panopolis, spätantiker römischer Beamter, Konsul und Dichter
- Kyros, Jordan (* 1992), australischer Eishockeyspieler
- Kyros, Peter N. (1925–2012), US-amerikanischer Politiker
- Kyrou, Alexis (1901–1969), griechischer Diplomat
- Kyrou, Jordan (* 1998), kanadischer Eishockeyspieler
- Kyrpot, Olena (* 1994), ukrainische Tennisspielerin
- Kyrtsos, Giorgos (* 1952), griechischer Politiker
- Kyrylenko, Iwan (* 1956), ukrainischer Politiker
- Kyrylenko, Witalij (* 1968), ukrainischer Weitspringer
- Kyrylenko, Wjatscheslaw (* 1968), ukrainischer Politiker
- Kyrytschenko, Rajissa (1943–2005), ukrainische Sängerin

### Kys
- Kysaeus, Rudolph (1817–1873), deutscher Astronom
- Kyschtakbekow, Adilet (* 1993), kirgisischer Mittel- und Langstreckenläufer
- Kysela, Karl (1901–1967), österreichischer Schriftsetzer und Politiker (SPÖ), Abgeordneter zum Nationalrat
- Kysela, Kay (* 1989), Schweizer Schauspieler
- Kyselak, Joseph (1798–1831), österreichischer Alpinist und Hofkammerbeamter
- Kyselka, Eva (1954–2017), deutsche Sängerin
- Kyselková, Marie (1935–2019), tschechoslowakische Schauspielerin
- Kyser, Hans (1882–1940), deutscher Schriftsteller und Drehbuchautor
- Kyser, Kay (1905–1985), US-amerikanischer Big-Band-Leader, Sänger und Entertainer des Swing
- Kyser, Ulrich († 1390), Spitalmeister des Kreuzherrenklosters im oberschwäbischen Memmingen (1379–1390)
- Kysljuk, Oleksandr (1962–2022), ukrainischer mehrsprachiger Übersetzer und Opfer des russischen Angriffs auf die UkraineOleksandr Kysljuk (1962–2022)

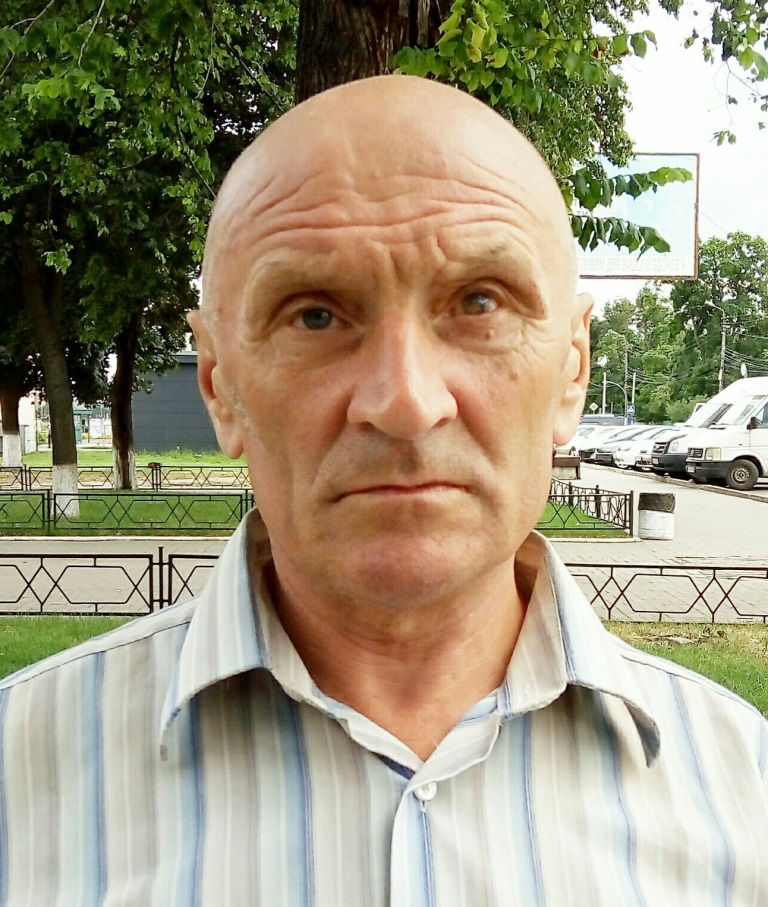
Oleksandr Kysljuk (1962–2022)

- Kyslyzja, Serhij (* 1969), ukrainischer Diplomat
- Kysseljow, Wolodymyr (1957–2021), sowjetischer Leichtathlet
- Kysseljowa, Switlana (* 1971), ukrainische Dressurreiterin
- Kyssil, Wolodymyr (* 1980), ukrainischer Handballspieler
- Kyssilewska, Olena (1869–1956), ukrainische Schriftstellerin und Frauenrechtlerin

### Kyt
- Kyte, Andrew (* 1966), britischer Vizeadmiral
- Kyte, Jim (* 1964), kanadischer Eishockeyspieler
- Kyte, Rachel, Vizepräsidentin der Weltbank, Hochschuldekanin
- Kyte, Thomas (* 1965), US-amerikanischer Datenbankexperte und Vice President der Oracle Corporation
- Kyte, Tyler (* 1984), kanadischer Schauspieler und Sänger
- Kyteler, Alice (* 1263), irische wohlhabende Kauffrau, der Hexerei angeklagt
- Kyteman (* 1986), niederländischer Hip-Hop-Musiker
- Kytnár, Milan (* 1989), slowakischer Eishockeyspieler
- Kytösaho, Niko (* 1999), finnischer Skispringer
- Kytösaho, Pasi (* 1971), finnischer Skispringer
- Kytzler, Bernhard (1929–2022), deutscher Altphilologe

### Kyu
- Kyūgō, japanische Comiczeichnerin
- Kyūma, Fumio (* 1940), japanischer Politiker
- Kyung, Paul Sang Lee (* 1960), südkoreanischer römisch-katholischer Geistlicher, Weihbischof in Seoul

### Kyw
- Kywa, Illja (1977–2023), ukrainischer Politiker

### Kyy
- Kyykoski, Iivari (1881–1959), finnischer Turner

### Kyz
- Kyz, Wolodymyr (* 1987), ukrainischer Leichtathlet
- Kyzenko, Mykola (1921–1982), ukrainischer Journalist, Heimatkundler, Staats- und Parteifunktionär